# Pringleochloa
Pringleochloa là một chi thực vật có hoa trong họ Hòa thảo (Poaceae).

## Loài
Chi Pringleochloa gồm các loài: